# Кафірніган
Кафірніган (тадж. Кофурниҳон «камфароносна» від тадж. кофур «камфара» + тадж. ниҳон тут: «містити (в собі)») — річка в Середній Азії, одна з головних приток Амудар'ї (басейн Аральського моря); протікає в Таджикистані і прикордоні з Узбекистаном.

## Загальні характеристики
Загальна довжина Кафірнігану — 387 км, площа басейну — 11,6 тис. км², пересічний ухил течії — 23 м/км.
Живлення річки переважно снігове, також льодовикове. Повноводдя триває від березня до вересня з максимальним стоком води в червні (у верхів'ї) і від лютого до кінця серпня з максимальним стоком у квітні в пониззі. Пересічний показник витрат води — 164 м³/с, однак у залежності від сезону і погодних умов витрати коливаються на рівні від 30 до 1 200 м³/с. Пересічна річна замутненість води в пониззі — понад 1 500 г/м³.
Головні притоки Кафірнігану:
- праві: Варзоб, Ханака;
- ліві: Елок.

## Географія протікання та використання
Кафірніган бере початок біля почелення Раміт на схилі Гісарського хребта, де зиваються води річок Сардаї-Мійона та Сорбо. Протікає Гісарською долиною. 
У пониззі річкові береги вкриті комишами и тугайовими лісами. 
На річці розташоване місто Вахдат, у її басейні — столиця Таджикистану місто Душанбе.
Вода Кафірнігану використовується для зрошення земель долини, а також для рибальства. 
На притоках річки розташовані 26 ГЕС із сумарною потужністю понад 4,2 млн кВт (2000-ні).